# 두세준 효열비
두세준 효열비는 전북특별자치도 군산시 회현면 금광리에 있다. 2004년 12월 24일 군산시의 향토문화유산 제10호로 지정되었다.

## 개요
조선 중종 24년(1529)에 건립된 이 비는 『신증동국여지승람』 옥구현 인물조에 나오는 효자 두세준에 대한 기록을 적고 있다.